# Gbeľany
Gbeľany (Hongaars: Egbelény) is een Slowaakse gemeente in de regio Žilina, en maakt deel uit van het district Žilina.
Gbeľany telt 1.213 inwoners.